# Jerzy Gablenz

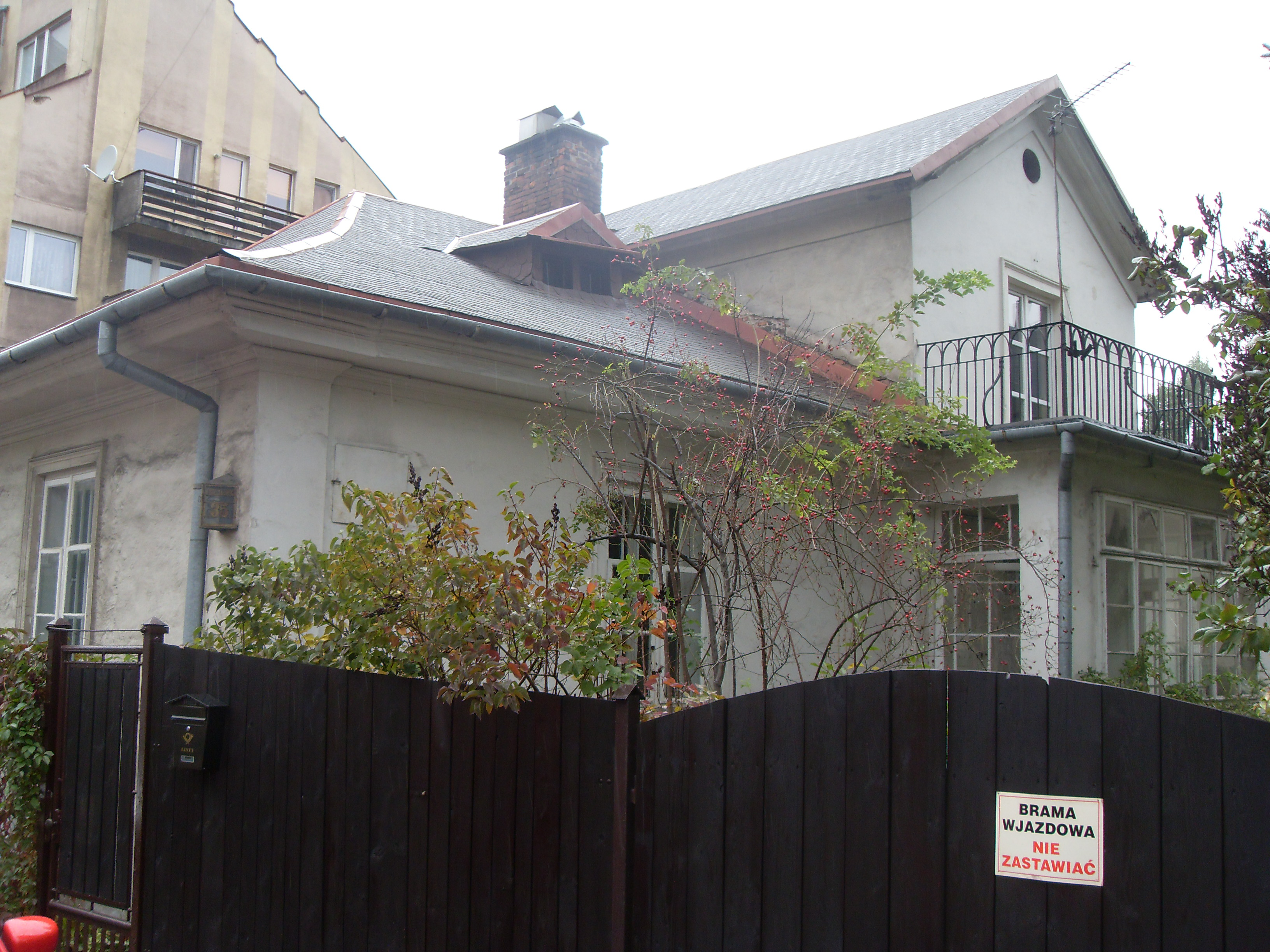
Dom kompozytora Jerzego Gablenza (1888 - 1937) przy ul. Królowej Jadwigi 35, na krakowskim Zwierzyńcu

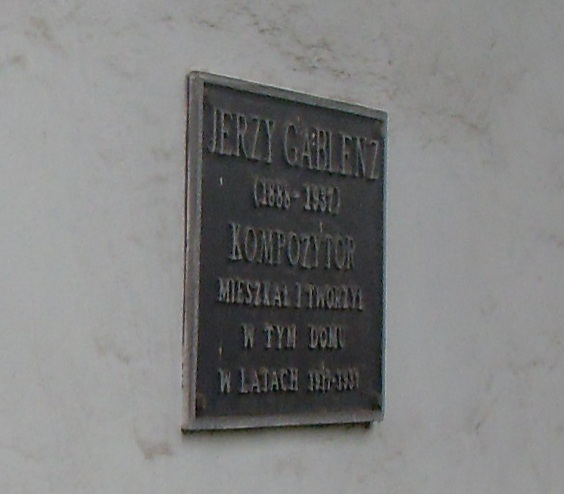
Tablica pamiątkowa ku czci Jerzego Gablenza (1888-1937) na budynku, w którym mieszkał przy ul. Królowej Jadwigi w Krakowie

Jerzy Gablenz (ur. 23 stycznia 1888 w Krakowie, zm. 11 listopada 1937 koło Piaseczna) – polski muzyk, kompozytor, dyrygent i pedagog.

## Życiorys
Dziadek Jerzego ze strony matki uczył się gry na skrzypcach w Wiedeńskim Konserwatorium. Objął później stanowisko dyrektora krakowskiego Konserwatorium. Natomiast ojciec Jerzego grał biegle na fortepianie. Jerzy rósł w atmosferze przesyconej muzyką. Już w młodych latach zaczął się uczyć gry na fortepianie, niemal równocześnie na flecie. Ponadto grał na organach i wiolonczeli.
Po ukończeniu gimnazjum chciał kontynuować studia muzyczne w Berlinie, Wiedniu lub w Paryżu. Jednak matka nie zgodziła się na opuszczenie domu przez syna w tak młodym wieku. Jerzy został przyjęty na wydział prawa na Uniwersytecie Jagiellońskim w Krakowie. Równolegle studiował muzykę pod kierunkiem Walentego Deca (organy), Władysława Żeleńskiego (teoria), Feliksa Nowowiejskiego (kompozycja).
W roku 1907 poznał Małgorzatę Schoenównę, swoją przyszłą żonę, która kilka lat później otrzymała dyplom nauczania gry na fortepianie. Z tego okresu pochodzą wczesne kompozycje Jerzego: krótkie utwory fortepianowe, pieśni na głos i fortepian, nawet próby partytur na więcej niż jeden instrument. Ostatecznie skomponował suitę na orkiestrę smyczkową, składającą się z trzech części. Jerzy nigdy nie zrobił spisu owych wczesnych utworów, prawdopodobnie niedostatecznie dojrzałych. Dopiero po zakończeniu I wojny światowej zaczął powstawać wykaz jego kompozycji.
W 1914 r. ojciec Jerzego nabył od przyjaciela, Bogumiła Pochwalskiego, fabrykę octu i musztardy, odziedziczoną przez żonę tegoż Marię z domu Lebenstein. Po śmierci ojca  Jerzy Gablenz rozwijał przedsiębiorstwo w 1930 r. wprowadzając w nim produkcję ogórków konserwowaych.
Narzucone studia uniwersyteckie oddziaływały ujemnie na muzyczną wyobraźnię i siły twórcze. Jerzy w jednym z listów pisze:
"...chętniej bym ja i improwizował i pisał żebym miał głowę swobodną, ale teraz to nic mi nie idzie. Czasem gdy siądę na chwilę do fortepianu, plączą mi się pod palcami różne tematy, czasem przypomni mi się coś, co już napisałem, ale całość trudno skleić, bo wiecznie ta myśl do książki wracająca, świdruje w mózgu. Więc byle oderwać się na chwilę, brzdąkam chwilami bez sensu i konsekwencji, ot tak "bredzę"...".
Pomimo zaangażowania w prowadzenie fabryki, znajdował czas na granie na flecie w orkiestrze symfonicznej, regularnie grał na organach w katedrze oraz z narzeczoną na fortepianie na cztery ręce. Wkrótce po wybuchu I wojny światowej jego rodzice i dwie siostry wyjechali do Wiednia, zostawiając Jerzego odpowiedzialnym za wszystko. Ponieważ coraz więcej pracowników fabryki wcielano do wojska, zajęcia mnożyły się kosztem czasu przeznaczanego na muzykę. Zdołał jednak naszkicować symfonię w czterech częściach. Kompozycja ta nigdy nie została zinstrumentowana, nie była też uwidoczniona w późniejszym spisie jego kompozycji. 5 maja 1917 roku Jerzy poślubił Małgorzatę i pod koniec tego samego roku skomponował drugą symfonię, także w czterech częściach, ale tym razem całkowicie zinstrumentowaną. Poszczególne części tej symfonii nie są od siebie odseparowane.
Zakończyła się I wojna światowa i w dziedzinie muzyki publiczność domagała się wystawień tradycyjnych dzieł operowych Moniuszki, w szczególności Strasznego Dworu. Ponieważ nigdzie nie można było odnaleźć partytury tego dzieła, zwrócono się do Jerzego Gablenza z prośbą o jej odtworzenie. Uczynił to, prawdopodobnie posługując się wyciągiem fortepianowym, i w tej szacie opera została wystawiona dnia 2 lipca 1919 roku w Teatrze im. Słowackiego w Krakowie.
Wiele lat później żona Gablenza napisała do syna:
"...chór prząśniczek "U prząśniczek kwiaty rosną" wypadł jak cacko, tak niesłychanie lekko i uroczo. Walewski zachwycał się i pamiętam, że na przedstawieniu takie duże brawo było, że powtarzał to miejsce...".
Krytycy podkreślali znaczną umiejętność muzyczną i doświadczenie na polu instrumentacji młodego kompozytora, zgrupowania orkiestralnych głosów, sploty kontrapunktyczne, pomysłowość w zabarwieniu pochodów melodyki, wypełnienie ustępów o skąpej orkiestracji.
Udział Jerzego jako flecisty w wielu przedstawieniach operowych, jego obecność w charakterze widza na operach w Krakowie i Wiedniu oraz sukces i przyjęcie Strasznego Dworu w jego opracowaniu przyczyniły się prawdopodobnie do powstania jego własnej opery Zaczarowane koło, Opus 6, opartej na dramacie Lucjana Rydla. W kwietniu 1955 roku miała miejsce premiera, dalsze przedstawienia trwały przez kilka następnych lat. Oto fragment recenzji pióra Wojciecha Dzieduszyckiego:
"...Przez cały spektakl melodyjna i niezwykle sugestywna muzyka Jerzego Gablenza i fantastyczna, nabrzmiała dramatycznymi konfliktami akcja trzymała nas w napięciu. Symfonicznie traktowana orkiestra kształtuje klimat utworu i stanowi niejednokrotnie czynnik rozwijający akcję sceniczną. Szeroko rozbudowane, bardzo melodyjne recitativa przechodzą swobodnie w partie liryczne o dużej śpiewności...".
Stworzeniem opery (1919-1920) Gablenz rozpoczął okres komponowania. Jego następnym dziełem była suita Słoneczne Pola, na orkiestrę, chór i solistów, Opus 8, nosząca datę 20 lutego 1923. Kompozytor nigdy nie ukończył tego dzieła, pozostawiając zaledwie 16 zinstrumentowanych stron partytury, odnoszącej się do Introdukcji. 1 lipca tego samego roku ukończył poemat symfoniczny Pielgrzym, Opus 12, dla dużej orkiestry, łącznie z dwoma harfami.
Następne dzieło orkiestralne, pozostawione w szkicu ołówkowym, to Walc Koncertowy Opus 14, z grudnia 1923 roku. Trzy miesiące później (marzec 1924) Jerzy Gablenz miał już gotowy poemat symfoniczny W Górach, Opus 17, skomponowany na orkiestrę i chór męski. Po wielu nieudanych staraniach o wykonanie w Polsce dzieło to do dzisiejszego dnia zostało odtworzone tylko jeden raz, na koncercie w Santo Domingo dnia 11 listopada 1977 roku, dokładnie w czterdziestą rocznicę śmierci kompozytora. Taśma magnetofonowa została później wykorzystana podczas kilku prelekcji i programów radiowych w Polsce, w Stanach Zjednoczonych oraz w Republice Dominikany.
31 stycznia 1925 roku następny manuskrypt ołówkowy był gotowy do zinstrumentowania - poemat symfoniczny W Pustkowiu, Opus 20. Z ołówkowego szkicu pozostało 250 taktów do zinstrumentowania, czego kompozytor z niewiadomych przyczyn nie uczynił. Następnym dziełem symfonicznym był poemat Legenda o Turbaczu, Opus 22, oznaczony datą 1 listopada 1925. Kompozycja ta, stworzona pod wpływem wędrówek kompozytora w rejonach gór Beskidzkich, została wykonana za życia twórcy tylko jeden raz, w roku 1936, w Krakowie. Wiele lat później, bo w roku 1990, dokonano archiwalnego nagrania tego dzieła dla Polskiego Radia w Warszawie.
Dokładnie dwadzieścia jeden dni po stworzeniu Legendy o Turbaczu Jerzy Gablenz miał gotową następną kompozycję orkiestralną. Tym razem suitę, zatytułowaną Moim Dzieciom - Miniaturek Pięć, Opus 23, składającą się z pięciu odrębnych części, przedstawiających muzycznie dzień w życiu małych dzieci. Suita ta została publicznie wykonana w lutym 1926 roku, w Krakowie, dyrygował kompozytor.
W dniu 11 maja 1926 roku kompozytor zakończył pracę nad 1 Symfonią, Opus 24. Kompozycja ta nie ma nic wspólnego z jego wcześniejszymi symfoniami. Projektowane wykonanie tego dzieła, planowane na rok 1928 zostało odwołane wobec "dysonansów i trudności technicznych" (uwaga ówczesnego dyrygenta), ponadto słabego poziomu ówczesnej orkiestry symfonicznej Krakowa. Równolegle z powstawaniem dzieł orkiestralnych kompozytor tworzył wiele pieśni, łącznie z cyklem piosenek dla dzieci, zatytułowanych W Wojtusiowej Izbie, do tekstów Janiny Porazińskiej. Stworzył też Sonatę wiolonczelową Opus 15, która została wykonana po raz pierwszy w Krakowie, w Styczniu 1925 roku.
Koncert fortepianowy Des-dur, Opus 25, nosi datę 20 września 1926. Koncert fortepianowy miał pierwsze światowe wykonanie w Santo Domingo, w roku 1977. Z okazji setnej rocznicy urodzin kompozytora dzieło to zostało wielokrotnie odegrane przez Józefa Stompla, a Polskie Radio w Krakowie dokonało archiwalnego nagrania.
Opus 26 zostało nadane preludium symfonicznemu Różaniec Św. Salomei, ołówkowy szkic nosi datę 9 stycznia 1927 roku. Kompozytor rozpoczął instrumentowanie w jesieni następnego roku. Narzekając w liście z Rabki skierowanym do żony pisał:
"...okropna robota, bo kwartet smyczkowy jest rozbity na jedenaście partii i wszędzie masa figur... partyturę dociągnę może do połowy, bo nie mogę tak cały dzień nad tem siedzieć, strasznie dłubacka robota, męczy i oczy bolą..."
Do dzisiejszego dnia kompozycja ta nie została wykonana publicznie, w roku 1991 Polskie Radio dokonało archiwalnego nagrania.
Od roku 1928 na osiem lat Jerzy Gablenz zaprzestał komponowania. Z istniejącej korespondencji wiemy, że w tym okresie fabryka była rozbudowywana, co angażowało uwagę kompozytora. Pisał o tym w jednym z listów:
"...wieczorem nie mogę się do niczego zabrać, coś mi się stało, że się tak obijam bez żadnego zajęcia. Przypuszczam, że to jest to, że ciągle myślę tylko o tym, czy będziemy w możności doprowadzić do końca tę nieszczęsną budowę. Czasami siądę do fortepianu, ale nawet bez zamiaru komponowania, bo nie idzie mi zupełnie, zdaje się, że wskutek forsownej roboty we fabryce...".
Do komponowania wrócił w pierwszych miesiącach roku 1936. Powstały Wariacje Symfoniczne, Opus 27, zawierające Introdukcję oraz dziesięć Wariacji. Z początkiem następnego roku i po trzech próbach kompozycja została odłożona wobec niskiego poziomu orkiestry symfonicznej Krakowa. Dopiero w listopadzie 1977] roku, w Santo Domingo, zostały publicznie wykonane Introdukcja oraz Wariacja IV, a dziesięć lat później również w Santo Domingo przedstawione zostały publiczności Introdukcja oraz Wariacje IV, VIII oraz X. Ołówkowy szkic następnego dzieła orkiestralnego, preludia symfonicznego Zaczarowane Jezioro Opus 29, nosi datę 27 czerwca 1937 roku. Była to ostatnia kompozycja całkowicie zinstrumentowana. Jej wykonania miały miejsce już po śmierci kompozytora. Stworzył jeszcze jedno dzieło orkiestralne, Opus 30, w manuskrypcie ołówkowym, jeszcze bez nadania tytułu. Pięćdziesiąt lat później dyrygent Krzysztof Dziewięcki, podjął się zinstrumentowania tej kompozycji.
Jerzy Gablenz nigdy nie doczekał się wykonania swojej opery, ani szerszego uznania przez polski świat muzyczny, tak jego epoki jak obecnych czasów, jako zaawansowanego i poważnego kompozytora. Zginął dnia 11 listopada 1937 roku, w katastrofie samolotu pasażerskiego pod Piasecznem, niedaleko Warszawy. Został pochowany w Krakowie, w rodzinnym grobowcu, na cmentarzu Salwatorskim (sektor SC6-10-2).
Zbiór rękopisów Gablenza znajduje się w Bibliotece Narodowej w Warszawie.

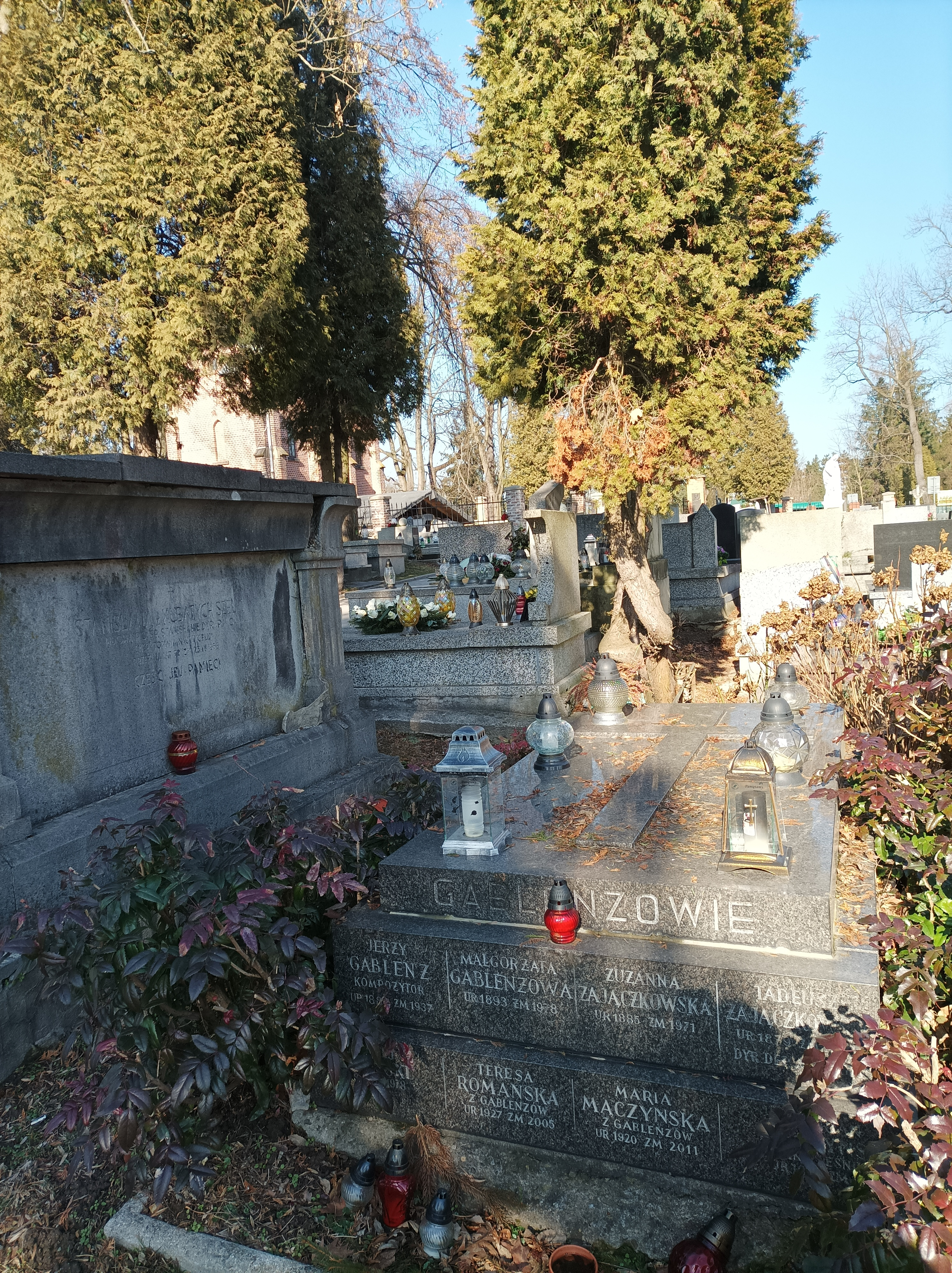
Grób prof. Jerzego Gablenza na Cmentarzu Salwatorskim